# Popis hrvatskih veleposlanika u Albaniji
Republika Hrvatska i Republika Albanija održavaju diplomatske odnose od 25. kolovoza 1992. Sjedište veleposlanstva je u Tirani.

## Veleposlanici
Veleposlanstvo Republike Hrvatske u Republici Albaniji osnovano je odlukom predsjednika Republike od 18. siječnja 1993.
| Veleposlanik        | Postavljenje       | Opoziv              | Sjedište |
| ------------------- | ------------------ | ------------------- | -------- |
| Mladen Juričić      | 13. svibnja 1993.  | 1. listopada 1998.  | Tirana   |
| Josip Juras         | 27. kolovoza 1999. | 31. listopada 2000. | Tirana   |
| Rade Marelić        | 24. svibnja 2001.  | 6. listopada 2005.  | Tirana   |
| Darko Javorski      | 7. listopada 2005. | 31. prosinca 2010.  | Tirana   |
| Aleksander Stipetić | 14. veljače 2011.  | 31. listopada 2015. | Tirana   |
| Sanja Bujas Juraga  | 1. studenoga 2015. |                     | Tirana   |

## Vanjske poveznice
- Albanija na stranici MVEP-a